# Percy Rees
Percy Montague Rees (Camberwell, London, 1883. szeptember 27. – Wonersh, Surrey, 1970. június 12.) olimpiai bajnok brit gyeplabdázó, első világháborús katonatiszt, százados.
A londoni 1908. évi nyári olimpiai játékokon indult, mint gyeplabdázó. Ezen az olimpián négy brit csapat is indult, de mindegyik külön nemzetnek számított. Ő az angol válogatott tagja volt. Az ír válogatottat győzték le a döntőben.
Az első világháborúban Hadikereszttel tüntették ki.